# Julián Ríos
Julián Ríos (Vigo, 1941) è uno scrittore spagnolo, spesso classificato come postmodernista.
Il suo primi due libri sono stati scritti assieme a Octavio Paz.
La sua opera più conosciuta, sperimentale e fortemente influenzato dalla creatività verbale di James Joyce, è stata pubblicata nel 1983 con il titolo Larva. Babel de una noche de San Juan. Meno conosciuto, ma non meno importante, è il suo lavoro editoriale, che si è sviluppato soprattutto negli anni settanta, attraverso le Fondazioni editoriali di Madrid, dove ha creato la collezione Spiral e ha pubblicato opere di Thomas Pynchon, John Barth, Severo Sarduy e altre figure della letteratura latino-americana e internazionale.
Julián Ríos attualmente vive e lavora in Francia, alla periferia di Parigi.

## Opere
- Larva. Babel de una noche de San Juan, Ed. Llibres del Mall, 1983
- Poundemonium, Ed. Llibres del Mall, 1985
- Sombreros para Alicia, Muchnik Editores, 1993
- Epifanías sin fin, Ed. Literatura y ciencia, 1995
- Amores que atan o Belles letres, Siruela, 1995
- Solo a dos voces, Ed. F.C.E., 1999
- Monstruario, Seix Barral, 1999
- La vida sexual de las palabras, Ed. Seix Barral, 2000
- Nuevos sombreros para Alicia, Seix Barral, 2001
- Quijote e hijos, Ed. Galaxia Gutenberg, 2008
- Larva y otras noches de Babel. Antología. Ed. F.C.E., 2008
- Cortejo de sombras, Galaxia Gutenberg, 2008
- Puente de Alma. Galaxia Gutenberg/Círculo de Lectores, 2009

## Traduzioni in italiano
- Corteo di ombre (Cortejo de sombras), trad. di Bruno Arpaia, Pordenone, Safarà Editore, 2022

| Controllo di autorità | VIAF (EN) 29549635 · ISNI (EN) 0000 0001 0883 1288 · SBN UFIV003287 · LCCN (EN) n85309405 · GND (DE) 114388008 · BNE (ES) XX1146092 (data) · BNF (FR) cb12033104f (data) · J9U (EN, HE) 987007277293005171 |